# Kaministiquia
Pour la rivière, voir Kaministiquia (rivière).
Kaministiquia est une communauté[pas clair] dans la province Ontario, au Canada.  Elle se situe dans le district de Thunder Bay, sur la route 102 à 30 kilomètres ouest de Thunder Bay.
C'est un endroit désigné par les services gouvernementaux de l'Ontario[pas clair]. Kaministiquia avait une population de 587 habitants en 2006 après le Recensement du Canada de 2006.